# Sola
Sola — популярна японська манґа написана Хісаєю Наокою з ілюстраціями Абени Таки.
Манґа вперше з'явилася 21 грудня 2006 року в журналі Dengeki Daioh видавництва MediaWorks. Останній епізод манґи вийшов 21 лютого 2008 року. Серія публікується англійською мовою в Північній Америці кампанією Broccoli Books. Перший том вийшов в червні 2008 року.
Студією Nomad була створена 13-серійна аніме адаптація манґи. Прем'єра серіалу відбулась 7 квітня 2007 року на японському телеканалі TV Aichi. Кампанія Bandai Entertainment ліцензувала аніме англійською мовою.
У травні 2008 року за мотивами серії була випущена радіопостановка sola～イツカノソラ～.
Наприкінці 2007 року Sola була визнана японськими глядачами найкращим аніме року.
Назва Sola це гра слів. Латинською це слово означає Одна, якщо ж записати його японською — そら, то це буде означати Небо. Обидва значення цієї назви збігаються з тематикою серії.

## Сюжет
Дія серіалу відбувається у вигаданому місті Канамі, прототипом якого стало місто Наґасакі.
Учень першого класу старшої школи Морімія Йоріто захоплюється фотографією. Особливо йому подобається фотографувати небо. Одного дня він прийшов рано вранці на набережну, щоб сфотографувати ранішнє небо. Там він зустрів дивну дівчину, яка била ногою по автомату, щоб отримати від нього банку з соком. Друга його зустріч з цією дівчиною сталася іншого дня, на тому ж місці при тих же обставинах. Через деякий час він рятує її від дивного чоловіка з катаною та випадково дізнається, що вона не людина, а яка — містична істота, втілення людських страждань та болю.

## Аніме

### Список серій
| №  | Назва                                           | Дата виходу    |
| -- | ----------------------------------------------- | -------------- |
| 01 | Парасолька кольору неба (ソライロノカサ)        | 7 квітня 2007  |
| 02 | Дивлячись в синяву (ミアゲルアオ)               | 14 квітня 2007 |
| 03 | Мирний день (オダヤカナヒ)                      | 21 квітня 2007 |
| 04 | Мрія двох людей (ネガイフタリ)                  | 28 квітня 2007 |
| 05 | Світлий дощ (フリソソグヒカリ)                  | 5 травня 2007  |
| 06 | Кров жертви (イケニエノチ)                      | 12 травня 2007 |
| 07 | Сіра Ніч (ハイイロノヨル)                       | 19 травня 2007 |
| 08 | Нев'янучі почуття (キエナイオモイ)              | 26 травня 2007 |
| 09 | Кінець обіцянки (ヤクソクノハテ)                | 2 червня 2007  |
| 10 | Мерехтлива примара (ユレルマボロシ)             | 9 червня 2007  |
| 11 | Картина мрій (ムソウレンガ)                     | 16 червня 2007 |
| 12 | Межа між світлом та темрявою (ユウメイノサカイ) | 23 червня 2007 |
| 13 | Небо (ソラ)                                     | 30 червня 2007 |